# Ден Сяопін
 Ден Сяопін (спрощ. кит. 邓小平, трад. кит. 鄧小平, піньінь Dèng Xiǎopíng; 22 серпня 1904 — 19 лютого 1997) — діяч комуністичної партії Китаю, один з керівників китайської держави. Один з Восьми безсмертних КПК.
З 1978 року проголосив курс на радикальну реформу з метою побудови соціалізму з китайською специфікою. З кінця 1970-х до 1990-х років був фактичним керівником Китаю, займаючи другорядні пости керівника Генерального штабу і військового міністра, а також ключовий пост голови партійної та державної Центральної військової комісії НВАК (від своїх посад він відмовився в 1989-1990 роках); при цьому він ніколи не був ні прем'єром Державної ради Китайської народної республіки, ні головою КНР, ні головою КПК (Ден Сяопін був генеральним секретарем ЦК КПК у період, коли ця посада не була найвищою в партії).
У народі та літературі його називали «дядечко Ден» (Ден-бо). Ден Сяопін був головним ініціатором політики «чотирьох модернізацій» і побудови «соціалізму з китайською специфікою», які привели до бурхливого економічного зростання в Китайській народній республіці і досягнення одних з найвищих у світі темпів зростання економіки. Він також є творцем нової концепції взаємовідносин з етнічними китайськими територіями, що не увійшли в 1949 році до складу КНР («одна держава — дві системи»).

## Ранні роки
Народився 22 серпня 1904 року в селі Пайфан повіту Гуан'ань провінції Сичуань в сім'ї сільського інтелігента. Мати його рано померла, а батько Ден Веньмін неодноразово одружувався, але кожен раз невдало. Він записав свого старшого сина в одну з найкращих шкіл Чунцина на підготовчі курси. У школі Ден змінив ім'я і став іменувати себе Ден Сісянь.
У 1919 році Ден разом з іншими 80 студентами поїхав вчитися у Францію. Дену в той час виповнилося лише 15 років. У Франції йому не вистачало грошей і велику частину часу він підробляв, працюючи спочатку на залізних рудниках, потім на автозаводі «Рено», працював пожежним і офіціантом.
У Франції під впливом своїх старших товаришів Ден перейнявся ідеями марксизму і вів пропагандистську роботу. У 1921 році він вступив у Комуністичний союз молоді Китаю. У другій половині 1923 Ден вступив у Комуністичну партію Китаю і став одним з лідерів європейського відділення Комуністичного союзу молоді Китаю. У 1926 році Ден навчався в Університеті трудящих Сходу в Москві. У вересні 1926 року він повернувся на батьківщину.

## Початок політичної кар'єри
Повернувшись на Батьківщину, став підпільником. У 1928 році керував повстанням проти ґоміньданівського уряду в Ґуансі. Повстання незабаром захлинулося і Ден перебрався у Радянську республіку в Цзянсі. У ці роки Ден знаходився у гущі подій, набув досвід політпрацівника, військового дипломата. У громадянську війну молодий Ден узяв участь у Великому поході, під час якого він обіймав пост генерального секретаря ЦК КПК.
Під час роботи політкомісарів організував кілька успішних військових операцій в Японо-китайської війни та в боротьбі проти Ґоміньдану. У листопаді 1948 року Ден керував наступом на сили Гоміньдану в провінції Сичуань, де перебував сам Чан Кайши. 1 грудня цього ж року був узятий Чунцін. До цього в середині листопада Чан Кайши переніс свій штаб з Чунціна в Ченду. Але і цей останній оплот Ґоміньдану в Китаї був узятий військами комуністів 10 грудня 1948 року, і в цей же день Чан Кайши втік на Тайвань.
Після утворення КНР в 1949 році Ден направлений для роботи в південно-західні райони країни, де він обіймав посаду першого секретаря партійного комітету.

## Політика «Великого стрибка»
Підтримував політику Мао Цзедуна і призначався на низку важливих посад у новому уряді. У 1957 році Дена призначено генеральним секретарем ЦК КПК. Він зблизився з Лю Шаоці. Після невдачі політики «Великого стрибка» Ден Сяопін і Лю Шаоці підсилили свої позиції в КПК. Разом вони підготували економічні реформи, метою яких було виправлення помилок політики «Великого стрибка», і тим самим заробили вплив у партії та популярність серед населення. Ден і Лю вели гнучкішу і помірковану політику, на відміну від радикалізму Мао.
У 1961 році на конференції в Гуанчжоу він вимовив, мабуть, свій найвідоміший вислів: «Не важливо, чорна кішка чи біла кішка; якщо вона може ловити мишей — це гарна кішка».